# La Provincia (Spagna)
La Provincia - Diario de Las Palmas è un quotidiano spagnolo pubblicato a Las Palmas de Gran Canaria. La testata è nata nel gennaio 2000 dalla fusione del quotidiano serale, il Diario de Las Palmas, fondato nel 1893, e del quotidiano mattutino La Provincia fondato nel 1911. All'epoca, entrambi i giornali appartenevano al gruppo Editorial Prensa Canaria.
Il giornale è edito e stampato nella città di Las Palmas de Gran Canaria e ha redazioni a Vecindario e Gáldar. Ha anche edizioni specifiche per le isole di Lanzarote e Fuerteventura.
Il giornale appartiene al gruppo Editorial Prensa Ibérica, creato dall'allora Editorial Prensa Canaria, a cui appartengono anche altri quotidiani regionali: Levante-EMV, La Nueva España, La Opinión de Murcia, La Opinión de Zamora, Diario de Ibiza, Diario Información, Faro de Vigo, La Opinión de La Coruña, El Periódico de Catalunya, La Opinión de Málaga, La Opinión de Tenerife, Diari de Girona, Regió 7 e i quotidiani sportivi Superdeporte, Sport e Estadio Deportivo, tra gli altri.